# Haidé. Estudis maragallians
Haidé. Estudis maragallians es una publicación académica editada anualmente por la Biblioteca de Catalunya que tiene como objetivo el estudio del poeta catalán Joan Maragall y su época. 

## Historia
Publicó el primer número en 2011, año en qué se celebró el primer centenario de la muerte del poeta. Los impulsores del proyecto fueron Dolça Tormo y Francesco Ardolino, que con la colaboración de Eugènia Serra en el plano informático y de Dolors Lamarca, entonces directora de la Biblioteca de Catalunya, presentaron un número 0, embrión de lo que a partir del siguiente año sería la revista, ya con una estructura clara que se irá repitiendo.
El año 2013 se convocó el “Primer Premio Haidé” para el mejor trabajo de fin de grado sobre la vida y la obra de Joan Maragall, que se publicó en el anexo del número 2 de la revista.
La sede del Consejo de Redacción es el Archivo Joan Maragall.

## Aspectos técnicos
Haidé. Estudis maragallians es una revista académica de periodicidad anual en formato electrónico y abierta al público, que edita la Biblioteca de Catalunya. Cada número tiene alrededor de 200 páginas. Aunque la mayoría de los artículos son en catalán, también publica artículos en otros idiomas, como el castellano y el inglés.

## Secciones
Desde el número 1 la revista consta de los siguientes apartados:
- Dosier: organiza los artículos según algún aspecto específico de la producción del poeta. El número 1 se dedicó a las traducciones de su obra, y el número 2 a su relación con las artes plásticas. El Consejo de Redacción encarga los textos a unos/unas especialistas, pero también se hace un Call for papers de artículos a través de distintos medios.

- Testimonios: recoge las notas breves, apuntes y reflexiones que no se inscriben en un ámbito académico.

- Varia: incluye las contribuciones académicas sobre distintos temas.

- Casa museo: pretende trazar un mapa literario que repase centros dedicados a escritores y artistas que hayan tenido algún tipo de relación o que puedan fomentar unos paralelismos interpretativos con la figura de Joan Maragall.

El “Dossier” y la “Varia” incluyen exclusivamente artículos que han sido sometidos a una doble evaluación ciega.

## Colaboradores de la revista
- Directores: Francesco Ardolino, Dolça Tormo (hasta 2013) y Esther Vilar (2014-).

- Consejo de redacción: Glòria Casals, Jordi Castellanos (hasta 2012), Joana Escobedo, Marta Font (2014-), Francesc Fontbona, Lluís Quintana, Eugènia Serra, Dolça Tormo (2014-) y Esther Vilar (hasta 2014).

- Comité científico: Cèsar Calmell, Carme Gregori, Giuseppe Grilli, Maria Llombart, Jordi Malé, Joan-Lluís Marfany (2012-), Carles Miralles, Ignasi Moreta, Josep Maria Terricabras i Eliseu Trenc.

- Otros: Nancy de Benedetto, Anna M. Blasco Bardas, Hermann Bonnín, Jordi Cerdà, Nicolae Coman, Mercedes Conde Pons, Ramon Farrés, Sergio Fuentes, Jaume Genís, Eloi Grasset, Heidi Grünewald, Lourdes Jiménez, Xavier Juncosa, Jing Liu, Xavier Montoliu, Marta Pawłowska, Carme Perella, Carla Planas, Ronald Puppo, Aitor Quiney, Susana Rafart, Gemma Reguant, Teresa-M. Sala, Josep Miquel Sobrer, Enzo Varricchio i Alan Yates.